# Ирландска кралска академия
Ирландска кралска академия (на английски: Royal Irish Academy, съкратено – RIA, на ирландски: Acadamh Ríoga na hÉireann) е ирландска независима академична организация, чиято цел е да насърчава изследванията и прогреса в точните, хуманитарните и обществените науки. Ирландската кралска академия е едно от най-крупните научни общества и културни учреждения в Ирландия. Академията е основана през 1785 година, а на следващата година получава кралска харта.

## Изявени членове
- Ричард Кирван (1733-1812), химик, метеоролог и минералог
- Джеймс Гендън (1743-1823), архитект
- Хенри Гратън (1746-1820), политик
- Джордж Петри (1790-1866), художник, музикант, археолог и колекционер
- Сър Уилям Роуън Хамилтън (1805-1865), математик, физик и астроном
- Сър Франсис Бофорт (1774-1857), инженер хидролог
- Сър Уилям Уайлд (1815-1876), медик
- Оуен Макнийл (1867-1945), историк и политик
- Шон Лемас (1899-1971), политик
- Уолтър Хайтлър (1904-1981), физик
- Сър Уилям Макрий (1904-1999), астроном
- Каръл О'Дели (1911-1978), политик